# Дибово (Щиценський повіт)
Дибово (пол. Dybowo, нім. Schützendorf) — село в Польщі, у гміні Пасим Щиценського повіту Вармінсько-Мазурського воєводства.
Населення — 321 особа (2011).

## Демографія
Демографічна структура станом на 31 березня 2011 року:
|          | Загалом | Допрацездатний вік | Працездатний вік | Постпрацездатний вік |
| -------- | ------- | ------------------ | ---------------- | -------------------- |
| Чоловіки | 164     | 45                 | 107              | 12                   |
| Жінки    | 157     | 37                 | 96               | 24                   |
| Разом    | 321     | 82                 | 203              | 36                   |